# Cisell
Un cisell o tallador és una eina manual que permet de tallar, ranurar o escairar materials diversos (pedra, metall, aliatges…). Normalment presenta una forma allargada i és de secció rectangular o circular. En un dels extrems presenta un tall adequat a les funcions desitjades. És una eina de metall llarga i plana amb tall a la vora extrema de la fulla, que serveix per a treballar pedra, metall, fusta, os, etc., ordinàriament a cops de martell.
Rep el nom d'escarpre quan té un doble bisell en un extrem.
L'usador subjecta el cisell amb una mà, presenta el tall sobre la zona en la qual vol treballar i colpeix amb un martell o una maça l'extrem lliure del cisell (cabota). En èpoques antigues els cisells eren de bronze. Cisell prové del francès antic cisel, del modern ciseau, en llatí tardà cisellum, una eina de tall, de caedere, per tallar, i scindere. Els cisells són comuns al registre arqueològic, per exemple a Portugal fa 2.900 anys. També s'han trobat materials tallats amb cisell.

## Història

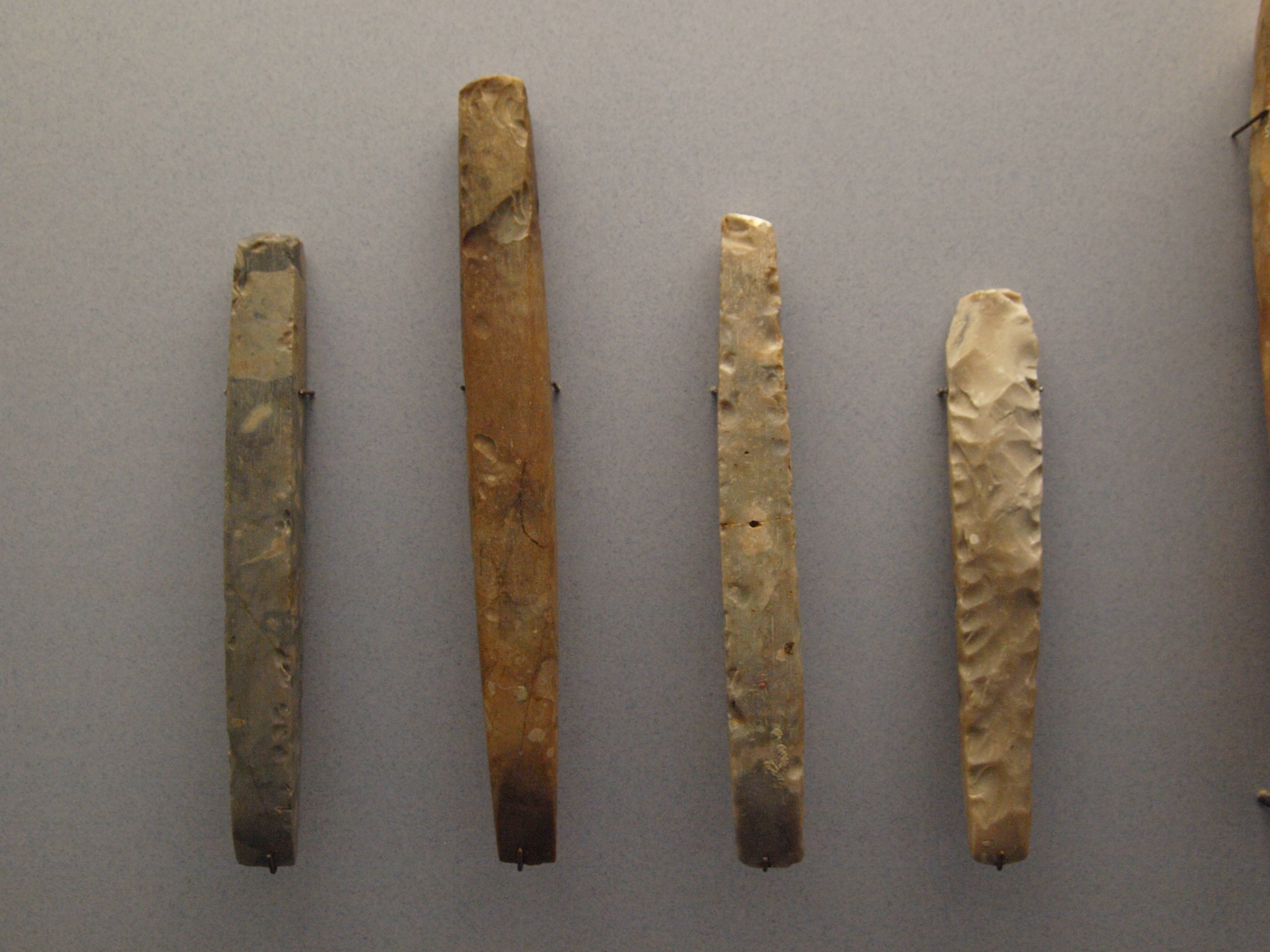
Cisells de la cultura dels vasos d'embut al voltant del 4100 al 2700 a.C. de Schleswig-Holstein, Alemanya

Aquí els cisells es tracten com a objecte de recerca, però, per altra banda, els cisells, també poden servir com a eina de cerca en arqueologia.
Els cisells són eines llargues i estretes que es fan servir per mecanitzar. La secció transversal pot ser rectangular o octogonal, rodona o quadrada. L'amplada del tall és aproximadament el mateix que el gruix i la longitud és d'uns 15 cm. El cisell és una eina que canvia de forma i que es colpeja amb un altre dispositiu. Exemples de maces adequades són: fusta i percutor. El cisell es pot clavar en un material amb cops mesurats (per exemple, en partir ossos de balena o d'altres animals o banyes). La gúbia està corbada de forma còncava (cap a dins) cap al tall i s'utilitza per buidar.
Els cisells antics es componen de pedra, roca, banyes i dentina, per exemple de mamut o ambre. Es van utilitzar principalment en la tècnica de l'ascla i la de Levallois. Es coneixen des de finals del Paleolític i es van utilitzar més àmpliament com a cisells estrets o buits al Neolític. Ewald Schuldt va trobar 60 cisells plans i 36 buits en 106 jaciments megalítics de Mecklemburg-Pomerània Occidental. El cisell per a ossos mòlt més antic procedeix de Prezletice a República Txeca i té al voltant de 700.000 anys.
La primera prova fins ara de cisells fets de coure gairebé pur mitjançant fusió prové del sisè mil·lenni abans de Crist en el que avui és Sèrbia (Pločnik). Els seus talls van ser forjats en fred i, per tant, solidificats.

## Formes i materials
Les formes són variables en funció del treball desitjat. El tall d'un cisell no és com el tall d'un ganivet. Però cal no oblidar que és necessari mantenir cada cisell esmolat en condicions òptimes, determinades per la pràctica i l'experiència. Els cisells normals es fabriquen d'acer, amb un tremp diferenciat entre la punta o tall i el cap o cabota per on es colpeja. Hi ha cisells amb punta de widia o d'estelita.

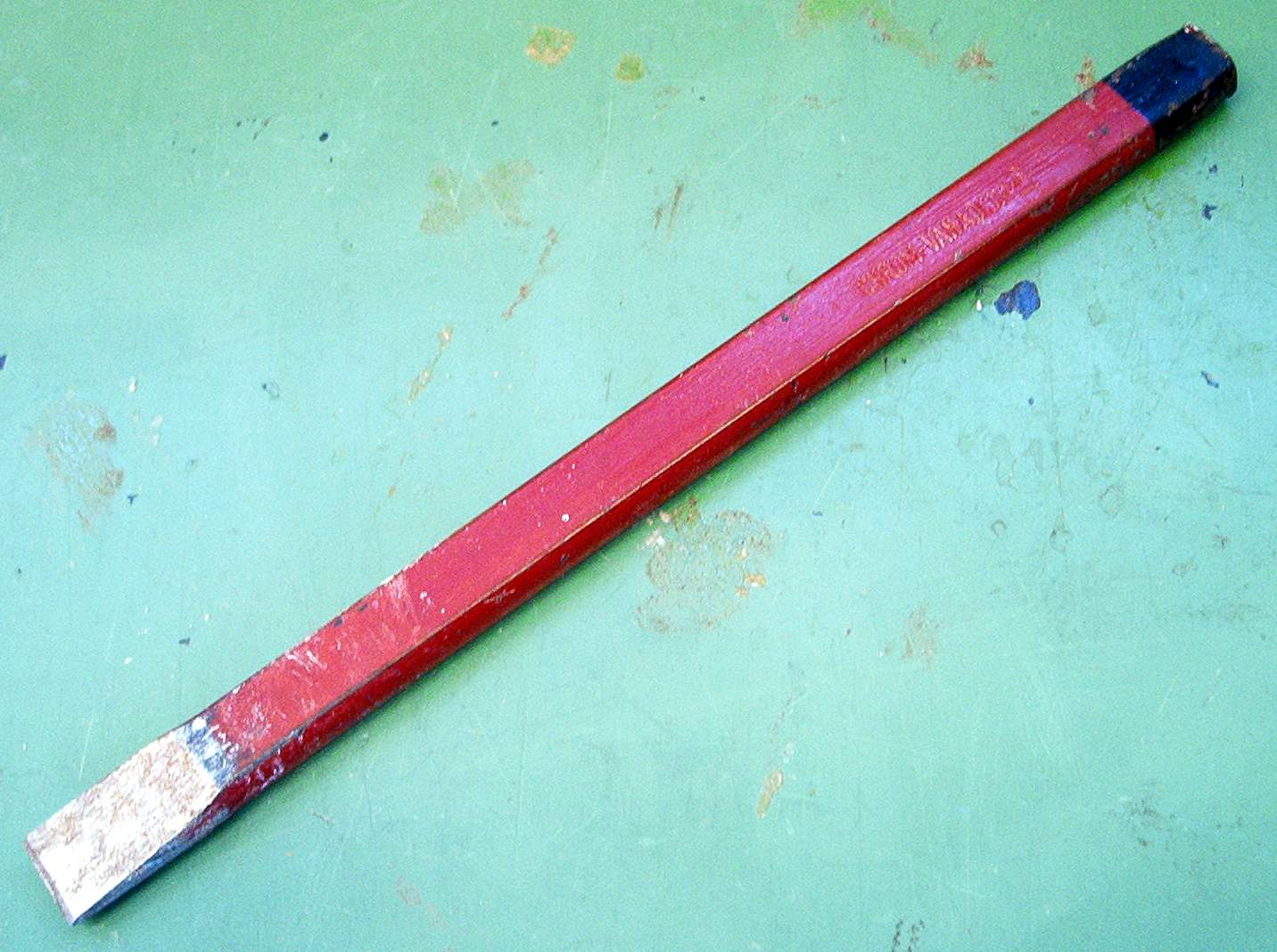
Cisell
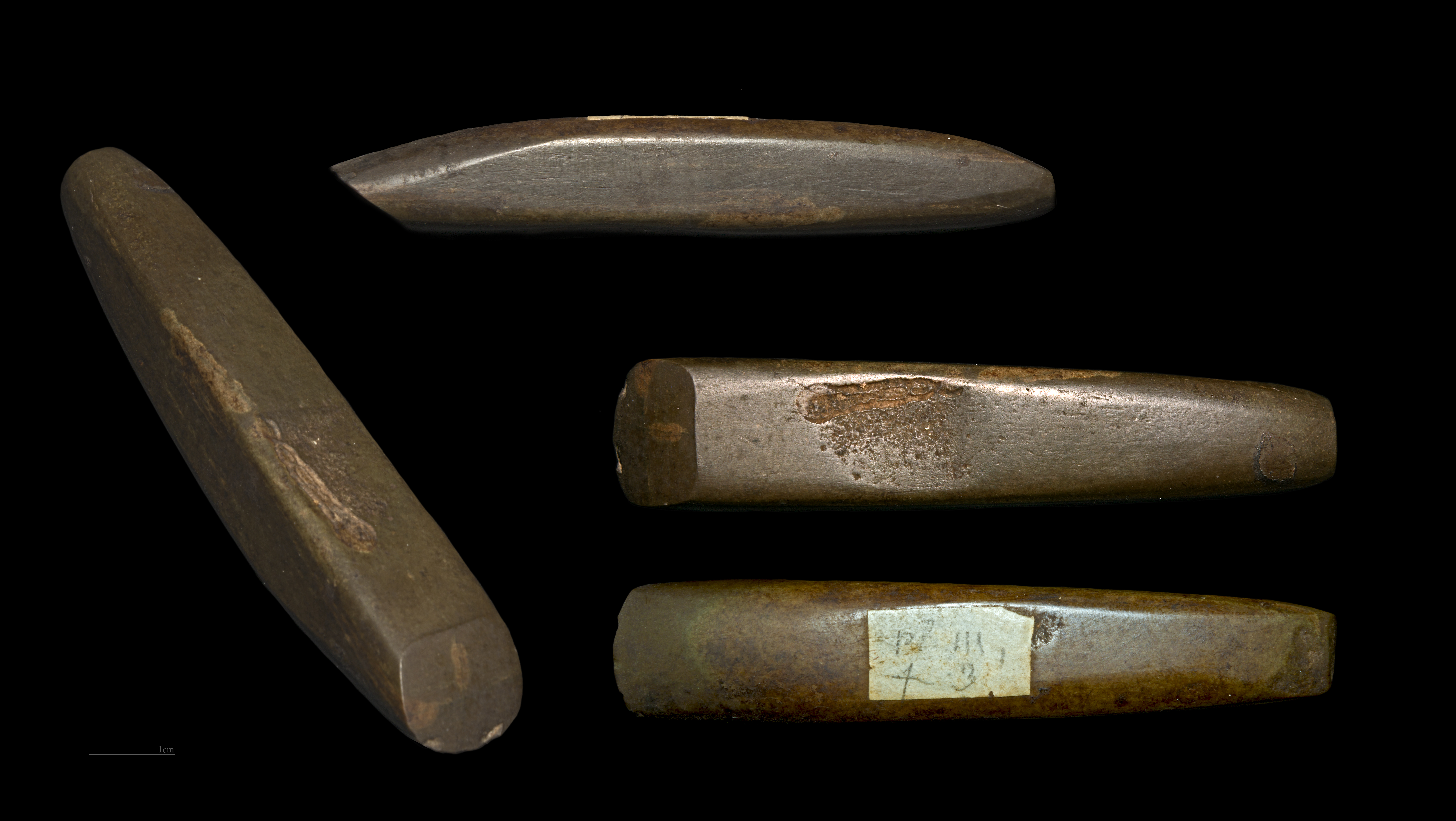
Cisell de pedra polida (Edat de Bronze)

## Aplicacions específiques
- Escultura
- Tallament de pedra
- Obrador mecànic (treball de metalls)
- Talla de diamants

## Metal·lúrgia
Els cisells utilitzats en treballs de metall es poden dividir en dues categories principals: cisells calents i cisells freds.

### Cisell fred

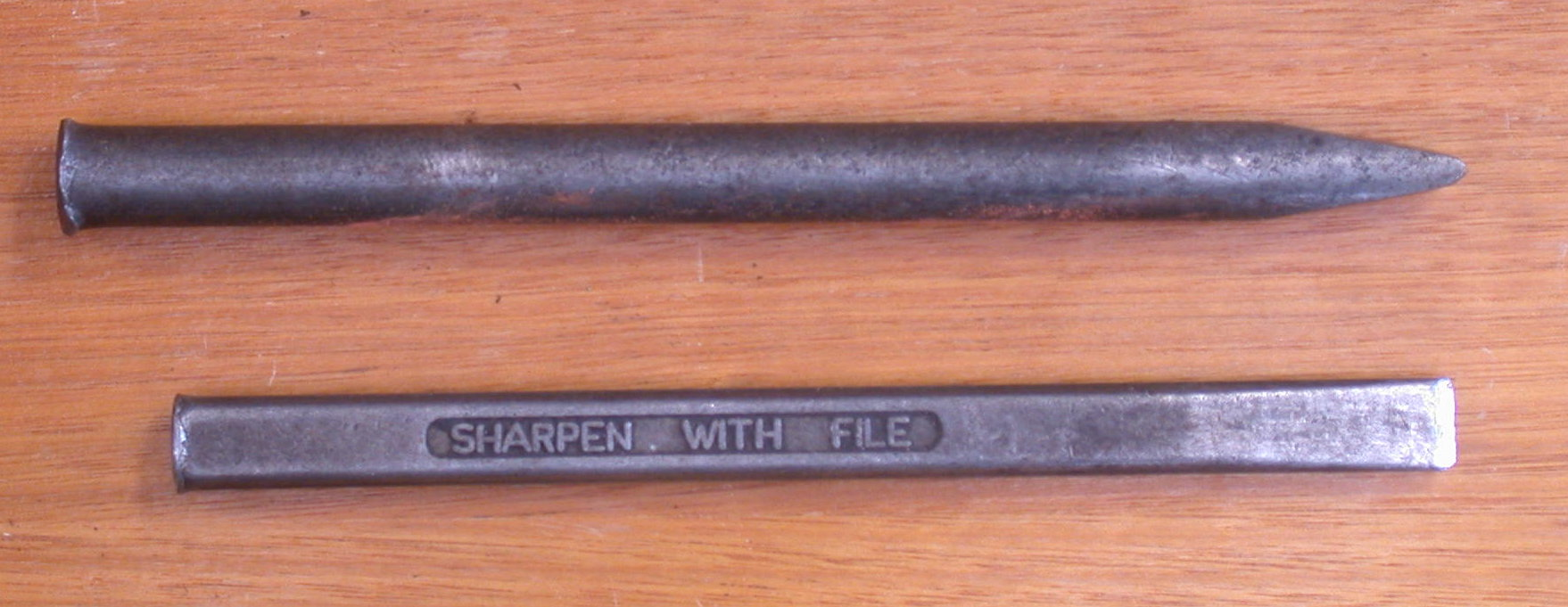
A dalt: cisell de punta de bou
A baix: cisell fred.

Un cisell fred és una eina feta d'acer trempat que s'utilitza per tallar metalls "freds", el que significa que no s'utilitzen juntament amb bufadors tèrmics, forges, etc. Els cisells freds s'utilitzen per eliminar restes de metall quan no cal un acabat molt llis o quan el treball no es pot fer fàcilment amb altres eines, com una serra per a metalls, una llima, cisalles de banc o eines elèctriques.
El nom de cisell fred (cast. cortafrío) prové del seu ús pels ferrers per tallar metall mentre era fred, en comparació amb altres eines que utilitzaven per tallar metall calent. Atès que els cisells freds s'utilitzen per donar forma al metall, tenen un angle menys agut a la part esmolada de la fulla que un cisell per a fusta. Això confereix al tall una més gran resistència a costa de l'esmolament.
Hi ha cisells freds de diferents mides, de fines eines de gravadura que es colpegen amb martells molt lleugers fins a eines massisses que es claven amb maces. Els cisells freds es forgen per a donar-los forma i s'endureixen i temperen (fins que adquireixen una color blava) al tall.
El cap del cisell és bisellat per tal de frenar la formació de la forma de bolet causada pel martelleig i es deixa tova per a evitar que els cops del martell estellin la fractura trencadissa.
Hi ha quatre tipus comuns de cisells freds. Aquests són el cisell pla, el tipus més conegut, que s'utilitza per a tallar barres i varetes per reduir superfícies i per a tallar xapes massa gruixudes o difícils de tallar amb tisores de llauna. El cisell de tall transversal s'utilitza per a tallar ranures i esquerdes. El full s'estreny darrere el tall de tall per a deixar espai lliure. El cisell de punta rodona s'utilitza per a tallar ranures semicirculars per a vies d'oli a rodaments. El cisell de punta de diamant s'utilitza per a netejar cantonades o llocs difícils i per a eliminar marques de punxó central mal col·locades per foradar.
Encara que la gran majoria dels cisells freds són d'acer, uns quants es fabriquen amb coure al beril·li, per al seu ús en situacions especials en què calen eines que no produeixin espurnes.
Els cisells freds s'utilitzen predominantment en els processos de repussat per a la fabricació d'escultures de bronze i alumini.

### Cisell calent
Un cisell calent s'utilitza per a tallar metall que ha estat escalfat en una forja per a estovar el metall. Un tipus de cisell calent és el hotcut hardy, que s'utilitza en una enclusa amb el tall cap amunt. La peça calenta que es tallarà es col·loca sobre el cisell i es colpeja amb un martell. El martell introdueix la peça al cisell, cosa que permet arrencar-la amb unes tenalles. Aquesta eina també s'utilitza sovint en combinació amb un tall en calent del tipus "top fuller", quan la peça que es tallarà és especialment gran.

## Pedra

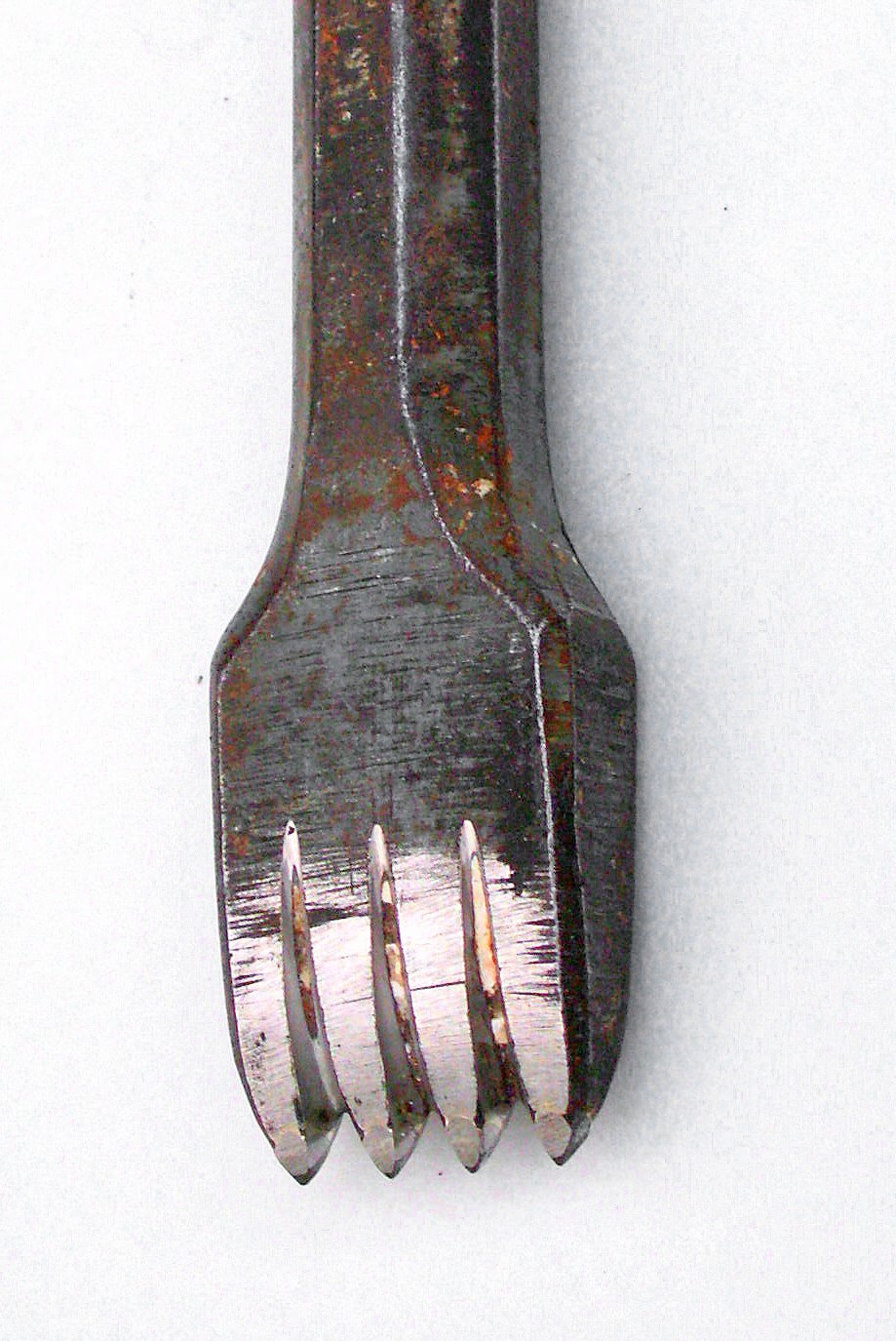
Un cisell per a pedra dentat, utilitzat per escultors i constructors amb pedra.

Els cisells per a pedra s'utilitzen per a tallar pedra, maons o lloses de formigó. Per a tallar es fa servir un reforç de maó que té una fulla ampla i plana que es colpeix al llarg de la línia de tall a fi de produir una ranura. Després es pica amb força al centre per a trencar la pedra. Els escultors usen un cisell de cullera, que és doblegat, amb el bisell a banda i banda. Per a augmentar la força, els cisells per a pedra sovint es baten amb maces, una mena de martell més pesat.
Quan està llest per tallar, l'artista o escultor sol començar per llevar grans porcions de pedra no desitjada. Aquesta és l'etapa en què es fa l′escalaborn del procés d'escultura. Per a aquesta tasca es pot seleccionar una punta de cisell. També es pot fer servir una eina de llançament en aquesta etapa inicial, la qual és un cisell en forma de falca amb una vora ampla i plana. L'eina de llançament és útil per a dividir la pedra i eliminar trossos grans no desitjats. Aquests dos cisells s'utilitzen en combinació amb un martell de paleta. En aquesta última aplicació, el seu pes enfonsa el cisell més profundament en el material que es talla que no pas els martells més lleugers. A més, els cisells tenen un altre ús, juntament amb
martells de mànec llarg, a les vies navegables interiors britàniques. Hi serveixen per a clavar passadors d'amarratge al camí de sirga o a la riba del canal.
També els cisells d'acer són útils per a treballs lleugers de demolició, per a tallar pedra o metall.
Els cisells dentats reben el nom de rasclets entre els marbristes.

### Punter de picapedrer

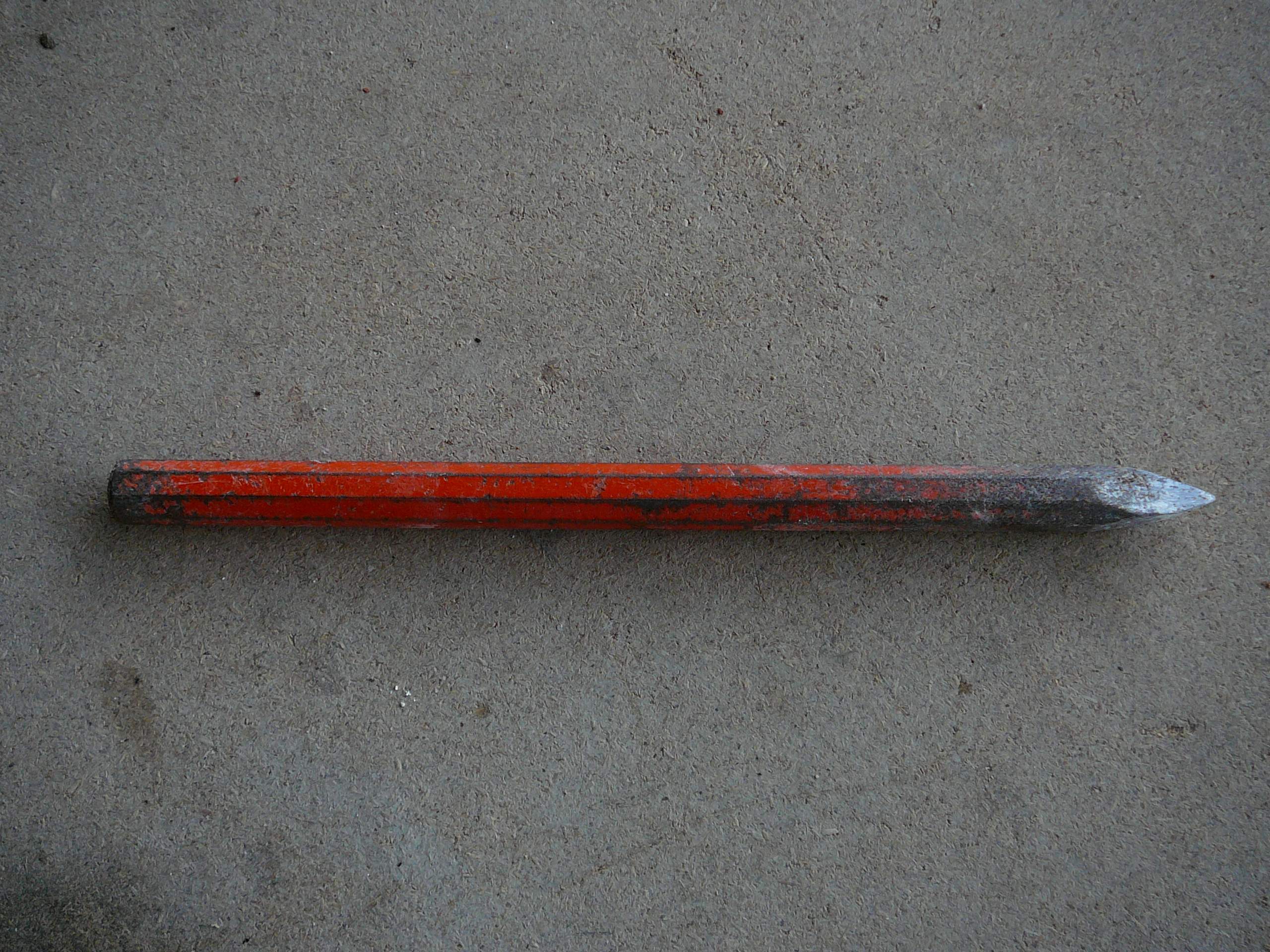
Punter

El punter de picapedrer és un tipus de cisell que és una barra d'acer amb punta endurida. Es subjecta amb una mà mentre es colpeja el seu extrem amb un test (eina).
Els paletes l'utilitzen per desbastar o preparar superfícies en què es realitzaran altres feines. També la utilitzen els pedrers en les pedres on es vol deixar una superfície rústica.

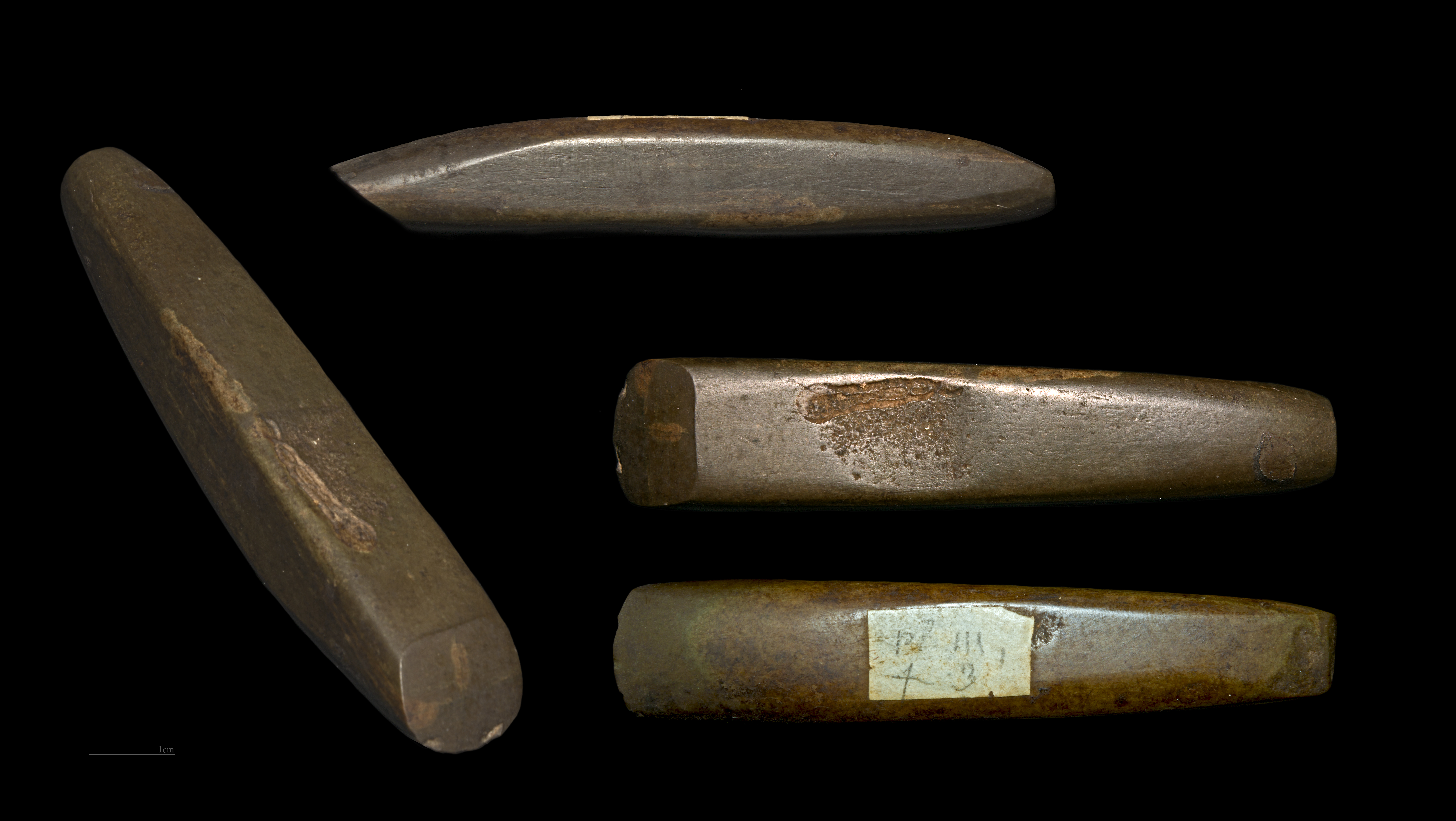
Cisell, pedra polida - Edat de Bronze.

## Feines de paleta

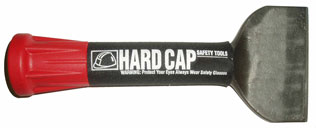
Un cisell de reforç

Els cisells de paleta solen ser pesats, amb un cap relativament desafilat que s'encunya i trenca, en lloc de tallar. Sovint s'utilitzen com a eina de demolició, poden muntar-se en un martell perforador, martell pneumàtic (la percussió provoca soroll i s'ha de fer servir cascos protectors) o martellar-se manualment, generalment amb un martell pesant de tres lliures o més. Aquests cisells normalment tenen una connexió SDS, SDS-MAX o hexagonal de 1-1/8". Els tipus de cisells per a maçoneria inclouen els següents:
- Cisells "Moil" (punta)
- Cisells plans: Per tallar sobre una placa metàl·lica tova[17]
- Talladores d'asfalt
- Eines de rodets de carbur
- Pala d'argila
- Cisells flexibles
- manipulació

Un "cisell de taponament" té una vora cònica per netejar el morter. El cisell se sosté amb una mà i es colpeja amb un martell. La direcció de la conicitat a la fulla determina si el cisell talla profundament o llisca superficialment al llarg de la junta.

## Cuir
Pel treball en cuir, un cisell és una eina utilitzada per perforar forats en una peça de cuir. El cisell té entre una i set dents (o possiblement més) que es col·loquen acuradament al llarg de la línia on es desitgen els forats, i després es colpeja la part superior del cisell amb un martell fins que les dents penetrin al cuir. Després es retiren i el peleter després cus a través dels forats resultants.

## Gúbies

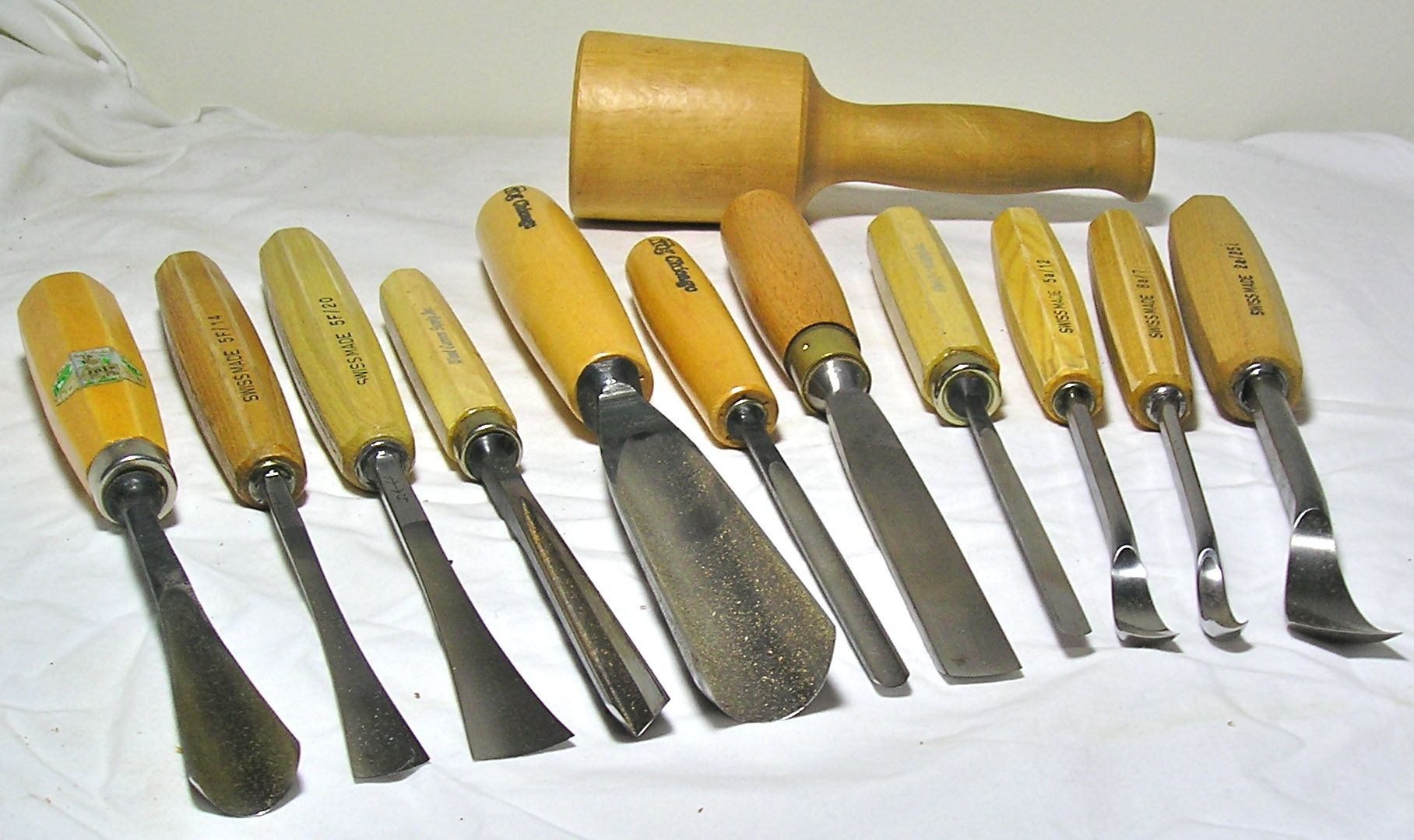
Diverses gúbies i una maça de fusta

Una gúbia moderna és similar a un cisell, excepte que la vora del seu full no és plana, sinó que té una secció transversal corbada o en angle. La versió moderna és generalment amb empunyadura en línia, i la fulla i el mànec solen tenir el mateix eix llarg. Si el bisell de la fulla és a la superfície exterior de la corba, la ranura s'anomena ranura "exterior al canal"; altrament, se la coneix com a ranura "en canal". Les gúbies amb fulles en angle en lloc de corbes sovint s'anomenen "gúbies en V" o "eines de tall en V".